# Radu Brâncoveanu
Radu Brâncoveanu (uneori Răducanu, d. 15/26 august 1714, Constantinopol) a fost al treilea fiu al lui Constantin Brâncoveanu cu soția sa Marica. Data nașterii nu este cunoscută. 
În cadrul politicii sale matrimoniale, Constantin Brâncoveanu l-a logodit în 1713 pe Radu cu Maria, o fiică a lui Antioh Cantemir, însă căsătoria nu a mai apucat să fie oficiată, întrucât anul 1714 a adus pierderea familiei Brâncoveanu.
Radu Brâncoveanu a fost ridicat de turci în aprilie 1714 și dus împreună cu întreaga familie la Constantinopol, după mazilirea tatălui său. A fost întemnițat la Edikule, în Istanbul. În cele din urmă, pe 15 august 1714, a fost decapitat (la fel ca și cei trei frați, boierul Ianache Văcărescu și domnul mazilit) în fața sultanului Ahmed al III-lea, trupurile fiindu-le aruncate în mare iar capetele înfipte în sulițe și purtate prin oraș.
La 20 iunie 1992, a fost canonizat de către Biserica Ortodoxă Română, el, frații și tatăl său fiind venerați sub numele de „Sfinții Mucenici Brâncoveni”.